# Keszong iparvidék
A Keszong iparvidék (hangul: 개성공업지구, Keszong Kongop Csigu, handzsa: 開城工業地區, RR: Gaesong Gongeop Jigu) Észak-Korea különleges területe, amelyet 2002-ben hoztak létre Keszong városból, Kephung és Csangphung megyékből, ipari termelés céljára. Földrajzilag azt a területet fedi le, amely 1948 előtt Dél-Korea Kjonggi tartományához tartozott. 2003-ban Keszong várost leválasztották a területtől, és visszakerült Észak-Hvanghe tartomány fennhatósága alá. 2016 februárjában a park megszüntetése után az észak-koreai kormány felszámolta ezt a közigazgatási egységet, és az összetevőit, Kephung, Csangphung megyéket és a 2002-ben eltörölt, 2016-ban helyreállított Phanmun megyét Észak-Hvanghe tartományhoz csatolta vissza. A 2020-as évek elején több lépésben visszahelyezték Keszong közigazgatása alá a korábban elcsatolt három közigazgatási egységet.

## Jellemzői
Az iparvidék legfontosabb része a Keszong Ipari Park, amelyet Észak-Korea Dél-Koreával közösen működtet. A park 10 kilométerre található a koreai fegyvermentes övezettől, autóval körülbelül egy órányira Szöultól, közvetlen közúti és vasúti összeköttetéssel Dél-Korea felé. A park lehetővé teszi, hogy dél-koreai vállalatok olcsó munkaerőt alkalmazzanak, amely képzett és folyékonyan beszél koreaiul, míg Észak-Koreának fontos valuta-forrást ad.
2013 áprilisában a dél-koreai vállalatok körülbelül 800 dél-koreai és 53 000 észak-koreai dolgozót alkalmaztak az ipari parkban. Az észak-koreai dolgozók 90 millió dollárnyi éves fizetését közvetlenül a phenjani kormányzatnak utalták át.

## Története
2002-ben hozták létre, 2004-ben helyezték üzembe.
A két ország közötti feszültség idején a dél-koreai fél hozzáférését korlátozzák. 2013. április 3-án, a 2013-as koreai válság idején az észak-koreai kormány minden dél-koreai állampolgárt kizárt a területről, majd április 8-án minden észak-koreai dolgozót kivontak a területről, amellyel minden tevékenység leállt. 2013. augusztus 15-én a felek megegyeztek, hogy újranyitják az ipari parkot.
2016. február 10-én az észak-koreai műholdkilövés elleni tiltakozás jeléül a dél-koreai kormány ideiglenesen leállította az ipari parkot, másnap szigorú biztonsági intézkedések mellett az ott dolgozó összes dél-koreai munkást evakuálták a területről.
Észak-Korea válaszul bejelentette, hogy az iparvidéknél húzódó demarkációs vonalat 2016. február 11-én helyi idő szerint délelőtt 10 órakor elblokádolja, és katonai egységeket telepít a területre. Az iparvidék déli részéről minden még ott tartózkodót kitoloncolnak helyi idő szerint délután 5 órakor, a panmindzsoni forró drótot pedig megszakítják. Minden a dél-koreaiak által hátrahagyott felszerelés a Keszong Városi Népi Tanács tulajdonába fog kerülni, és az ott hajdan dolgozó dél-koreai személyek kizárólag személyes tárgyaikat vihetik el onnan. Dél-Korea elzárta az ipari park víz- és áramellátását.

## Fordítás
Ez a szócikk részben vagy egészben  a   Kaesong Industrial Region című angol Wikipédia-szócikk fordításán alapul.  Az eredeti cikk szerkesztőit annak laptörténete sorolja fel. Ez a jelzés csupán a megfogalmazás eredetét és a szerzői jogokat jelzi, nem szolgál a cikkben szereplő információk forrásmegjelöléseként.